# Закшево (Гмина Барухово)
Закшево — деревня в гмине Барухово Влоцлавского повета Куявско-Поморского воеводства в центральной части севера Польши.